# Savita Halappanavar
Savita Halappanavar (1981 - Galway, 28 de octubre de 2012) fue una mujer irlandesa de origen indio, dentista de profesión, que falleció a los 31 años mientras estaba embarazada de su primer hijo. Se supuso que su muerte fue debida a la negación de los médicos a practicarle el aborto. El Gobierno de Irlanda y el Hospital Universitario de Galway determinaron que la embarazada murió a consecuencia de una septicemia. Un estudio publicado en octubre de 2013 dio como motivo de la muerte diversos errores debidos a una mala gestión médica de la situación.

## Hechos
Savita Halappanavar se presentó el 28 de octubre de 2012, quejándose de intensos dolores de espalda, por lo que fue atendida en el Hospital Universitario de Galway, siendo llevada al hospital por su esposo Praveen Halappanavar, ingeniero indio del Boston Scientific, en Galway.
Estaba embarazada de 17 semanas y quería interrumpir el embarazo después de ser informada de que estaba sufriendo un aborto espontáneo, pero los médicos se negaron porque el corazón del feto aún latía y le dijeron: «Este es un país católico».
Halappanavar siguió sufriendo otros dos días más intensos dolores y lo que su marido calificó "agonía" hasta que el corazón del feto dejó de latir y fue extraído del útero de la mujer.
Cuando esto ocurrió ya era demasiado tarde: Halappanavar sufría una infección generalizada que le provocó la muerte. La autopsia reveló que había muerto de septicemia, una infección grave y potencialmente mortal que empeora de manera muy rápida y se extiende por todo el cuerpo.

## Reacciones
El fallecimiento de Savita Halappanavar reabrió el debate sobre la interrupción voluntaria del embarazo en el país y el derecho de las mujeres a hacerlo. Las autoridades irlandesas abrieron una investigación. El Gobierno de la India expresó su "preocupación" por la muerte en un hospital de Irlanda de una mujer india embarazada, después de que los médicos se negaran a practicarle un aborto pese a que su vida corría peligro.

Sentimos profundamente la muerte de la señora Halappanavar. La muerte de una ciudadana india en esas circunstancias es un asunto preocupante. Nuestra embajada en Dublín está estudiando el asunto.
Nota del Ministerio del Exterior de la India

[cita requerida]
Unas 2000 personas se reunieron ante las puertas del Parlamento irlandés en Dublín para exigir un cambio en la ley del aborto tras la muerte de la mujer.
La interrupción del embarazo solo está permitida en Irlanda cuando la vida de la madre corre peligro. Interrogado en el parlamento irlandés, el primer ministro irlandés Enda Kenny dijo que no consideraba apropiado pronunciarse sobre la tragedia antes de haber visto las conclusiones de dos investigaciones sobre las circunstancias de la muerte de Savita Halappanavar, que estaba embarazada de 17 semanas.
«El hecho de que una mujer joven haya perdido la vida es una tragedia personal y una tragedia familiar. Ninguna de nuestras palabras aquí pueden remediarlo», declaró Enda Kenny.
El ministro irlandés de Sanidad, James Reilly, confirmó la investigación por parte de su departamento. 
Varias personas protestaron en la oficina electoral del primer ministro Enda Kenny, ubicada en Castlebar (Mayo County, Dublín).
Human Rights Watch, la organización defensora de los Derechos Humanos, denunció la muerte de Savita Halappanavar como asesinato.

## Respuesta de los grupos antiaborto
Los grupos antiabortistas en Irlanda aseguraron que la muerte de Savita Halappanavar, una madre embarazada en Galway, no fue causada por la prohibición del aborto en el país. 
En declaraciones a ACI Press el 14 de noviembre, Ide Nic Athuna, portavoz de Youth Defense, señaló que "existen disposiciones dentro de nuestra ley y dentro de nuestra propia buena práctica médica, y en los hospitales nunca se niega el tratamiento a las mujeres embarazadas". "El lobby abortista está creando un delirio mediático con esto".

## Sinn Fein
El Sinn Fein, cuarto partido político de Irlanda, presentó en el Parlamento irlandés una moción para reformar "urgentemente" la ley del aborto y evitar muertes como la de Savita Halappanavar.

## Investigación
El Gobierno irlandés aseguró que la investigación sobre la muerte de una mujer con un embarazo problemático, a la que se denegó el aborto en un hospital, seguiría adelante pese a la negativa de su marido a colaborar en la pesquisa.
Praveen, marido de Savita, se negó a colaborar en la investigación del Gobierno porque consideró que no ofrecía garantías de independencia.
El ministro irlandés de Gasto Público y Reforma, Brendan Howlin, afirmó que el Ejecutivo de coalición entre el conservador Fine Gael y los laboristas estaba "abierto a explorar cualquier idea", pero recordó que el trabajo de un tribunal investigador independiente, la opción preferida por la familia de Savita, sería "mucho más lento".
El Departamento de Sanidad irlandés (HSE) formó un grupo de investigación encabezado por Sabaratnam Arulkumaran, jefe de ginecología y obstetricia de la Universidad San Jorge de Londres, que incluía también a otras seis personas, tres de ellas miembros del hospital donde falleció la mujer.

## Retiro de especialistas
Ante las quejas del esposo, el Gobierno retiró a esos tres especialistas, pero desde grupos antiabortistas se criticó la elección de Arulkumaran, que calificaron de "desafortunada e inapropiada", pues le consideran partidario del aborto.
El laborista Howlin aseguró que ninguno de los siete miembros del grupo de investigación del HSE tendría "conexión alguna" con este caso, y prometió que el proceso sería "objetivo, justo y rápido".

## Reportaje de la RTE
- Howlin Halappanavar- recopilación de los hechos y equipo investigador

## El informe Arulkumaran
El informe Arulkumaran se publicó el 13 de junio de 2013. Se identificaron tres "factores causales clave" para la muerte: Evaluación y seguimiento inadecuados, insuficiencia de ofrecer todas las opciones de administración a un paciente, y no adherencia a las guías clínicas relacionadas con la gestión rápida y eficaz contra la septicemia.[cita requerida]

## Consecuencias
En parte como respuesta a la muerte de Savita Halappanavar, el Gobierno irlandés presentó una ley sobre la protección de la vida durante el embarazo en el año 2013. 
El proyecto de ley fue aprobado en el Dáil (cámara baja), y se debatió en el Seanad (cámara alta irlandesa) el 15 de julio de 2013. Después de haber pasado las dos Cámaras legislativas irlandesas en julio de 2013, se convirtió en ley del país, firmada el 30 de julio por Michael D. Higgins, el presidente de Irlanda. 
El 20 de septiembre de 2013, el abogado de Praveen Halappanavar adelantó procesos legales contra el Hospital Universitario de Galway y por separado contra la doctora Katherine Astbury. Aseguraban que el derecho constitucional de Savita a la vida había sido violado y alegaron 30 cuestiones de negligencia médica.

## Enlaces
- La muerte de una embarazada obliga al gobierno- rlandes a repensar la ley
- Irlanda abre una investigación
- Nota de telecinco
- Nota del Irish Times
- NOTA DE RCN-Colombia
- Nota de la bbc
- Preocupación Hindu  (enlace roto disponible en Internet Archive; véase el historial, la primera versión y la última).
- Irlandeses exigen un cambio en ley de aborto
- Investigación exhaustiva  (enlace roto disponible en Internet Archive; véase el historial, la primera versión y la última).
- http://www.mayotoday.ie Diario comunitario de Mayo Co Irlanda
- Nota de AFP
- Informe
- Defensa de los grupos antiaborto
- Irlanda: Promotores del aborto orquestaron maniobra con tragedia de embarazada fallecida
- Relato detallado de los hechos en el Diario El País de España
- Gobierno Irlandés 27 de noviembre
- Investigación
- .denuncia
- Parlamento-abortos-reforma-ley/ (enlace roto disponible en Internet Archive; véase el historial, la primera versión y la última).

- Datos: Q5247527